# District de Las Minas
Le district de Las Minas est l'une des divisions qui composent la province de Herrera, au Panama. En 2010, le district comptait avec 7 551 habitants.

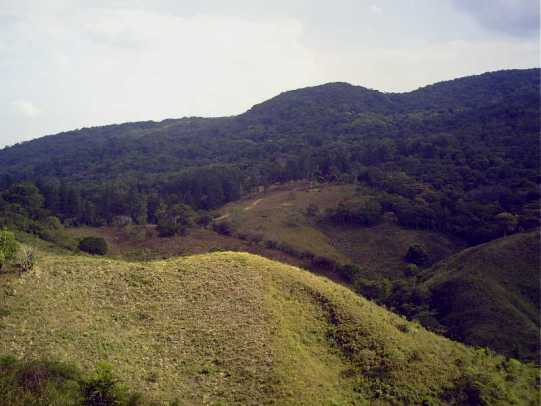
Réserve forestière d'El Montioso, poumon d'Azuero

## Crédit d'auteurs
- (es) Cet article est partiellement ou en totalité issu de l’article de Wikipédia en espagnol intitulé « Distrito de Las Minas » (voir la liste des auteurs).